# Chiloglanis sardinhai
Chiloglanis sardinhai е вид лъчеперка от семейство Mochokidae.

## Разпространение
Видът е разпространен в Ангола.